# Claudioperla
Claudioperla is een geslacht van steenvliegen uit de familie Gripopterygidae. De wetenschappelijke naam van het geslacht is voor het eerst geldig gepubliceerd in 1963 door Illies.

## Soorten
Claudioperla omvat de volgende soorten:
- Claudioperla tigrina (Klapálek, 1904)